# Powassan-Virus
Das Powassan-Virus (Spezies Orthoflavivirus powassanens) ist ein Mitglied der Familie Flaviviridae.
Das Powassan-Virus wird von Zecken übertragen und es kommt in Nordamerika sowie im östlichen Sibirien vor.  Der Name leitet sich von der Stadt Powassan in Ontario ab. Dort wurde das Virus erstmals bei einem kleinen Jungen entdeckt, welcher daran gestorben ist. Das Powassan-Virus kann eine Enzephalitis (Powassan-Enzephalitis) hervorrufen. Bislang existiert keine Impfung und keine wirksame medikamentöse Therapie gegen das Virus. Die Vermeidung von Zeckenstichen in den Endemiegebieten ist die beste Vorsorge.

## Vorkommen
In Nordamerika ist dieses Virus das einzige Flavivirus, welches von Zecken übertragen wird und beim Menschen pathogen ist (Stand 2010).
Darüber hinaus wird das Powassan-Virus in den wärmeren Zonen Eurasiens gefunden, wo es Teil des Zecken-Enzephalitis-Viruskomplexes (Tick-Borne-Enzephalitis-Komplex, TBE) ist.
In Primorski Krai im Südosten Sibiriens wurde das Powassan-Virus vermutlich vor 70 Jahren eingeschleppt.

## Evolution
Das Powassan-Virus ist ein RNA-Virus, welches in zwei separate Abstammungslinien aufgespalten ist:
- Linie 1 wird auch „Prototyp-Linie“ (POWV) genannt,[13]
- Linie 2 die „Hirschzecken-Virus-Linie“ (englisch Deer tick virus, DTV).[14][11]

Die Linie 2 hat die größere genetische Variabilität. Das ist ein Hinweis, dass sie die ältere Linie ist, die sich durch natürliche Selektion gespalten hat. Die Hirschzecken-Virus-Linie ist dem Powassan-Virus-Prototyp sehr ähnlich. Eine Sequenzanalyse zeigte eine Übereinstimmung der Nukleinsäuresequenz in 84 % und der Aminosäuresequenz in 94 %. Danach müssten sich die beiden Linien vor etwa 200 Jahren getrennt haben.
Obwohl die Linie 2 in Powassan-Virus-positiven Zeckenpopulationen dominiert, wurden Erkrankungen beider Linien sowohl in Nordamerika als auch in Sibirien nachgewiesen.
Da das Hüllprotein von Flaviviren stark konserviert ist, gibt es häufig immunologische Kreuzreaktionen verschiedener Arten. Das erschwert die immunologische Unterscheidbarkeit dieser Flaviviren immens. Sie gelten als serologisch nicht unterscheidbar.
Daher werden beide Viruslinien der gleichen Spezies zugeordnet.

## Übertragung
Das Powassan-Virus kann beim Stich folgender Zeckenarten der Gattungen Ixodes und Dermacentor übertragen werden:
- Ixodes cookei
- Ixodes scapularis
- Ixodes marxi
- Ixodes spinipalpus
- Dermacentor andersoni
- Dermacentor variabilis.

Der Stich von Ixodes cookei ist relativ selten. Meistens wird dabei ein Hirsch-Zeckenvirus übertragen. Ixodes scapularis ist ein wichtiger Überträger des Hirschzecken-Virus und spielt eine bedeutende Rolle beim Powassan-Virus. Auch für die Übertragung der Lyme-Borreliose ist Ixodes scapularis bedeutsam, weil es verschiedene Säugetierarten befällt und Menschen sofort sticht.
In Kanada und im nordöstlichen Teil der USA ist Ixodes cookei die vorherrschende Zeckenart, in Minnesota und Wisconsin dagegen Ixodes scapularis. In Nordamerika wird das Powassan-Virus von drei verschiedenen Säugetierarten durch drei verschiedenen Zeckenarten auf den Menschen übertragen. Ixodes cookei überträgt Powassan-Virus von Murmeltieren auf den Menschen, Ixodes marxi von Eichhörnchen und Ixodes scapularis von nordamerikanischen Weißfußmäusen.
Basierend auf den Kenntnissen von anderen Erregern, die von Zecken übertragenen werden, wie Lyme-Borreliose oder Anaplasmose, wird angenommen, dass eine Zecke nach weniger als 12 Stunden nach Aufnahme des Powassan-Virus Menschen infizieren kann. Eine Rückübertragung des Powassan-Virus durch Zecken vom Menschen auf andere Säugetiere wurden nicht beobachtet. Infektionen des Menschen sind für das Powassan-Virus eine Sackgasse.

## Krankheitsbild
Eine Powassan-Virus-Infektion ist selten die Ursache einer Enzephalitis. Die Powassan-Virus-Enzephalitis ist in der Regel aber schwer und bleibende neurologische Veränderungen sind häufig. Die Symptome einer Powassan-Virus-Enzephalitis ähneln einer akuten disseminierten Enzephalomyelitis.
Die Diagnose wird zusätzlich dadurch erschwert, dass nur wenige Labors in der Lage sind, eine serologische Powassan-Virus-Testung durchzuführen.
Ein direkter Virus-Nachweis im Blut oder Liquor durch PCR oder Kultur ist leider nur in der Prodromalphase möglich.
Die ersten Symptome treten ein bis drei Wochen nach Infektion auf. Die Krankheit beginnt mit Fieber, Kopfschmerzen, Übelkeit, gelegentlicher Verwirrtheit und allgemeiner Schwäche. Wegen der Schwere der Erkrankung wird eine stationäre Behandlung empfohlen. Im weiteren Verlauf treten die typischen Symptome einer Meningoenzephalitis auf: Krämpfe, Sprachstörungen, Hirnnervenlähmungen, Paresen und Bewusstseinsstörungen. Da es gegenwärtig keine Impfung und keine wirksame spezifische medikamentöse Therapie gibt, muss symptomatisch behandelt werden. Diese besteht in einer Bekämpfung der Hirnschwellung, intravenöse Flüssigkeitsbehandlung und gegebenenfalls Beatmung. Etwa 10 % der Fälle mit Powassan-Virus-Enzephalitis versterben, von den Überlebenden haben etwa 50 % bleibende neurologische Veränderungen. Zwischen 2000 und 2011 verstarben in den USA 49 Patienten wegen einer Powassan-Virus-Enzephalitis.
Im Jahr 2017 wurde der seltene Fall einer Infektion bei einem 5 Monate alten Jungen aus Connecticut publiziert. Er überlebte die Erkrankung mit normaler motorischer und sprachlicher Entwicklung im Alter von 10 Monaten. Das MRT zeigte aber schwere Hirnveränderungen wie Gliose und Enzephalomalazie des Thalamus und der Basalganglien beiderseits, einen Volumenverlust und eine Verkalkung der linken Basalganglien.

## Vorbeugung
Bei Erkrankungen, die von Zecken übertragen werden, ist die Prävention besonders wichtig. Die Gefahr eines Zeckenstiches ist in dichten Waldgebieten und Gebieten mit hohem Gras besonders hoch. Es wird empfohlen, eine lockere Kleidung zu tragen, die alle Hautbezirke bedeckt. Dazu gehören lange Hosen und hohe Socken. Dadurch können Zecken nicht direkt die menschliche Haut angreifen. Nach einem Aufenthalt im Freien sollte man den eigenen Körper sorgfältig nach Zecken absuchen. Hilfreich ist auch das gegenseitige Absuchen der Haut durch Freunde oder Familienangehörige. Ferner gibt es die Möglichkeit, die Kleidung mit zeckenabstoßenden Mitteln zu behandeln, zum Beispiel mit permethrin-haltigen Präparaten. Zum Schutz von Haustieren gegen Zeckenstiche gibt es ebenfalls abstoßende Präparate. Auch müssen Haustiere, die sich in entsprechenden Gebieten aufgehalten haben, sorgfältig nach Zecken abgesucht werden.
Im Übrigen muss daran gedacht werden, dass die ersten Zeichen erst nach 7–21 Tagen auftreten. Bei neurologischen Symptomen in diesem Zeitraum sollte dem behandelnden Arzt mitgeteilt werden, dass ein Zeckenstich stattgefunden hat.